# Kaefferkopf
El Kaefferkopf es la más antigua denominación de origen de la región vinícola de Alsacia en Francia, validado y delimitado por resolución judicial en 1932. Es un grand cru. Proviene de la villa del Alto Rin de Ammerschwihr. Tiene una superficie de 67 hectáreas permitiéndose en la denominación sólo las variedades riesling, muscat d'Alsace, pinot gris y gewürztraminer. Kaefferkopf es así el único ensamblaje a base de diferentes cepas provenientes de esta delimitación.
- Datos: Q1525688